# Lobougoula
Lobougoula est une commune du Mali, dans le cercle et la région de Sikasso.